# Nixe kennedyi
Nixe kennedyi är en dagsländeart som först beskrevs av Mcdunnough 1924.  Nixe kennedyi ingår i släktet Nixe och familjen forsdagsländor. Inga underarter finns listade i Catalogue of Life.